# Bieszenkowicze
Bieszenkowicze (biał. Бешанко́вічы) – osiedle typu miejskiego na Białorusi, w obwodzie witebskim, centrum administracyjne rejonu bieszenkowickiego, położone 51 km na zachód od Witebska. 7,3 tys. mieszkańców (2010).
Miasto magnackie położone było w końcu XVIII wieku w hrabstwie bieszenkowickim w województwie połockim.

## Etymologia nazwy
Jak przypuszczają badacze toponimii, Bieszenkowicze wzięły swą nazwę od słowa bieszeń – mocny nurt na środku rzeki.

## Zabudowa
W 1969 i 1979 opracowano generalne plany rozwoju osiedla. Bieszenkowicze rozwijają się przeważnie w kierunku południowo-zachodnim. Centrum zabudowane jest piętrowymi i 2-piętrowymi domami mieszkalnymi. Rozwija się budownictwo domów jednorodzinnych.
Część przemysłowa znajduje się w częściach: południowo-wschodniej i północno-zachodniej.

### Edukacja, kultura, media
W osiedlu znajdują się 2 szkoły ogólnokształcące, sportowa i muzyczna. Działają też: muzeum historyczno-krajoznawcze, „Dom Myśliwego”, dom kultury, dom rzemiosła i biblioteka. Wydawana jest regionalna gazeta „Zara”.

### Gospodarka
Osiedle znane z tradycyjnych wyrobów garncarskich, tzw. „bieszenkowickiej ceramiki”. Ponadto występuje przemysł lekki i spożywczy, produkcja materiałów budowlanych.
- AAT Bieszenkowickie zakłady lniane (ААТ Бешанковіцкі льнозавод»)
- KUWP „Bieszenkowickie zakłady rymarskie (КУВП «Бешанковіцкая рымарская фабрыка»)
- Bieszenkowickie zakłady wyrobów artystycznych (РУП «Бешанковіцкая фабрыка мастацкіх вырабаў»)
- Mleczarnia
- Fabryka materiałów budowlanych

### Zabytki
- Katolicka kaplica cmentarna (kon. XIX w.)
- Cmentarz chrześcijański
- Cmentarz żydowski
- Zespół pałacowo-parkowy Chreptowiczów (XVIII w.)
- Cerkiew św. Proroka Eljasza (1870)
- Wały żołnierzy Napoleona Bonaparte z 1812 roku po północnej stronie rzeki
- Dąb Napoleona (30 m wysokości, 2 m średnicy), pod którym cesarz miał pozować do portretu Albrechtowi Adamowi. W 2010 r. zostały obcięte gałęzie i po drzewie pozostał 6 metrowy pień[4][5]

### Zabytki zniszczone
- Kościół Św. Kazimierza i Rafała (1650, 1785, 1876)
- Cerkiew unicka
- Synagoga

## Historia
- 1447[6] lub 1460[7]: pierwsze wzmianki w źródłach pisanych
- pocz. XVI w.: wieś w województwie połockim Wielkiego Księstwa Litewskiego, własność Druckich-Sokolińskich
- 1552: Bieszenkowicze liczą 34 dwory
- 1605: sprzedane szlacheckiemu rodowi Jezierskich
- 1615: przechodzą na własność marszałka orszańskiego M. Odrowąża
- 1630: kupione przez wojewodę wileńskiego Lwa Sapiehę, po czym zaczynają szybko się rozwijać
- 1634: otrzymują prawo magdeburskie; odbywają się tu 2 kiermasze na rok, na które przyjeżdża regularnie 4-5 tys. ludzi, nie tylko z terenów Rzeczypospolitej, ale i z Europy Zachodniej i Rosji

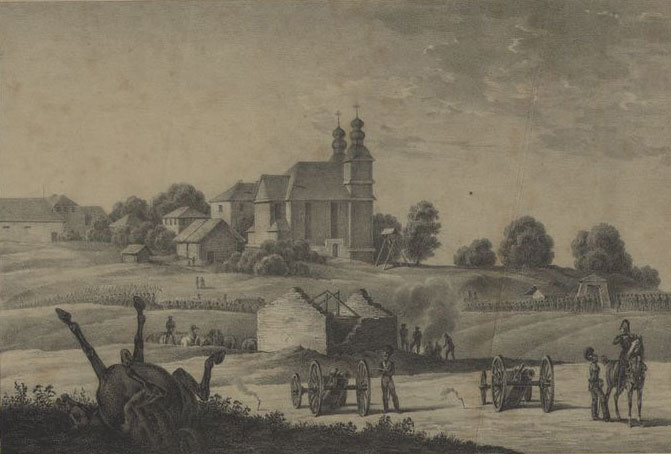
Kościół Św. Kazimierza i Rafała, 1650

- 1650: Kazimierz Leon Sapieha buduje kościół katolicki Św. Kazimierza i Rafała
- kon. XVІІ w.: własność Ogińskich; szybki wzrost, budowa kamienic
- 1708: w czasie wojny północnej w Bieszenkowiczach stacjonują wojska rosyjskie, trzykrotnie bywa car Piotr I
- poł. XVІІІ w.: miasto z ok. 1,5 tys. dworów, 5-6 tys. mieszkańców
- 1770-te: M. K. Ogiński buduje w Bieszenkowiczach pałac, zakłada park z szeregiem egzotycznych roślin, stawami, budynkami gospodarczymi
- 1772: w wyniku I rozbioru Rzeczypospolitej zadźwińska część miasta z 500 dworami trafia do Imperium Rosyjskiego
- 1783: Ogiński oddaje w podarunku miasto I. L. Chraptowiczowi
- 1793: w wyniku II rozbioru do Imperium Rosyjskiego trafia pozostała część miasta (w 1785 znajdowało się tam 1750 dworców)
- kon. XVІІІ w.: status Bieszankowicz obniżony do rangi osiedla typu miejskiego w składzie powiatu lepelskiego; ponad jedna czwarta mieszczan zajmuje się wyłącznie gospodarką wiejską
- 11 lipca 1812: zajęte przez wojska francuskie; kilka dni mieści się tu sztab Napoleona

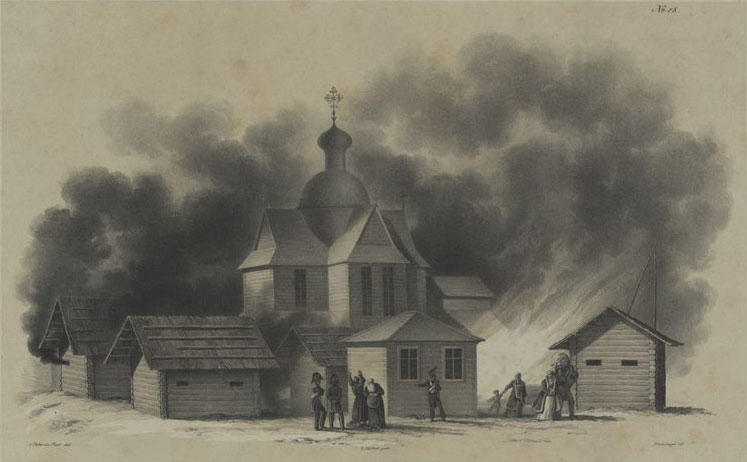
Cerkiew unicka na przedmieściach, 1812

- 20 października 1812: ponownie zajęte przez armię rosyjską; miejscowość silnie zburzona
- wrzesień 1821: na przegląd gwardii rosyjskiej przyjeżdża car Aleksander I
- 1868: 392 budynki, szkoła ludowa, dwa zakłady garbarskie, przedsiębiorstwo piwowarskie, 115 sklepów
- poł. XІХ w.: wybrukowano główne ulice
- 1881: po Dźwinie z Ułły do Witebska regularnie przybywał statek parowy, od 1892 – 4 statki parowe
- 1897: według spisu powszechnego w miejscowości znajduje się 4423 mieszkańców, 1099 budynków, oddział poczty, telegraf, szkoła cerkiewno-parafialna, 3 szkoły ludowe, 127 sklepów i szpital
- pocz. XХ w.: 7 budynków murowanych i 1243 drewniane. Bieszenkowicze stają się centrum włości. Są wówczas dużym skupiskiem Żydów, których liczba w 1900 wynosi 3182 osób. Encyklopedia Żydowska, wydana między 1901 i 1906 opisuje ludność miejscowości jako w 4/5 żydowską, wśród której jest 576 rzemieślników. Miejscowość posiada synagogę, wiele domów modlitwy, trzy towarzystwa dobroczynne i liczne szkoły religijne
- 1914: w czasie I wojny światowej, w czasie okupacji Białorusi przez wojska niemieckie miejscowość znajduje się w strefie przyfrontowej; przeniesiono do niej centrum administracyjne powiatu lepelskiego
- kwiecień—wrzesień 1918: centrum administracyjne powiatu bieszenkowickiego
- 1919–1924: po zajęciu terytorium Białoruskiej Republiki Ludowej przez wojska sowieckie, miejscowość znalazła się w składzie guberni witebskiej Rosyjskiej FSRR
- 1919–1923: w powiecie lepelskim
- 1923–1924: w powiecie boczejkowskim
- 1924–1930: włączone do Białoruskiej SRR, centrum rejonu Okręg witebski okręgu witebskiego
- 27 września 1938: osiedle typu miejskiego w obwodzie witebskim
- 6 lipca 1941: początek okupacji nazistowskiej; w Bieszenkowiczach i okolicach zostaje zabitych łącznie 10 276 osób, w tym cała ludność żydowska; miejscowość prawie całkowicie zniszczona
- 25 czerwca 1944: zajęte przez wojska radzieckie z 1 Frontu Nadbałtyckiego
- 20 stycznia 2006: flaga i herb oficjalnie ustanowione rozporządzeniem prezydenta Białorusi nr 36[8].

## Demografia
Liczba ludności:
- 1868: 3205
- 1897: 4423
- 1939: 4300
- 1968: 4500[9]
- 1969: 4700
- 1977: 5500
- 2004: 8200
- 2005: 8100
- 2006: 8000
- 2010:7300

## Parafia rzymskokatolicka
Pierwszy drewniany kościół ufundował Kazimierz Leon Sapieha w 1650 r. Kolejne świątynie były wznoszone w 1785 r. oraz 1876 r. W latach 60. XX w. władze sowieckie zniszczyły kościół. Parafia została reaktywowana w 2000 r., a w latach 2011-2019 wybudowano nową świątynię pw. Apostołów Piotra i Pawła.

## Transport
Węzeł dróg do Witebska, Szumilina, Lepla, Czaśników, Sienna. Przystań rzeczna na lewym brzegu Dźwiny. Połączenia autobusowe z Mińskiem i Witebskiem.

## Znane osoby urodzone w Bieszenkowiczach
- Joachim Litawor Chreptowicz (1729—1812) – działacz społeczny i państwowy, filozof, publicysta, poeta